# Bullmastiff
Il bullmastiff  è una razza canina di origine britannica riconosciuta dalla FCI (Standard numero 157, Gruppo 2, Sezione 2).

## Origini
Il bullmastiff è una razza canina inglese di tipo molossoide, ottenuta da allevatori al fine di selezionare un cane estremamente adatto alla guardia. I risultati conseguiti utilizzando Mastiff-Bulldog-Irish Wolfhound e Mastiff-Bulldog-Alano furono piuttosto scarsi. Migliori invece furono gli effetti ottenuti da Sam Mosley, che impiegò soltanto Bulldog e Mastiff, dando così vita al Bullmastiff, in principio utilizzato anche per la ricerca e la cattura dei bracconieri. Fu riconosciuto come razza nel 1924.

## Carattere
Fino ad un anno di età presenta un carattere timido, pauroso e sensibile, sostituiti con il tempo da atteggiamenti dominanti verso gli altri cani dello stesso genere. Viene consigliato di abituarlo, fin dai primi mesi di vita, a persone, animali e rumori molesti. Conserva un carattere molto allegro, vigile, calmo e paziente. Si inserisce bene in famiglia e ama il contatto umano. Infatti è consigliabile non trascurarlo. Il Bullmastiff è uno dei cani più adatti alla guardia: tende a studiare il presunto malintenzionato che minaccia la sua proprietà o il suo padrone, lo attacca atterrandolo e rendendolo incapace di rialzarsi senza morderlo.

## Caratteristiche di standard
Potente, resistente, attivo ed equilibrato. L'attività del bullmastiff eccelle nella prontezza di riflessi. L'equilibrio della razza si nota, per non essere un cane che induce ad attacchi sconsiderati. Il bullmastiff è al 60% Mastino inglese, ed al 40% Bulldog. Possiede una struttura possente e simmetrica, con un'indole particolarmente vivace ed amante dell'attività. È un cane di taglia grande, con un'altezza al garrese da 64 cm a 69 cm per i maschi e da 61 a 66 cm per le femmine. Il peso varia dai 50 ai 59 kg per i maschi e dai 41 ai 50 kg per le femmine. 
Diversi i colori ammessi: il fulvo in tutte le sue sfumature (Red, Apricot, Sabbia) ed il tigrato, inoltre è ammessa anche una piccola macchia bianca nel petto, ma non desiderabile, mentre la "maschera" deve essere espressamente di colore nero. La coda è attaccata alta e forte alla base, le orecchie devono essere a forma di "V", gli occhi ben distanziati tra di loro e più scuri possibile. Per quanto riguarda lo "stop" invece, deve essere ben marcato, il "tartufo" nero e schiacciato.

## Salute e cure
Non necessita di particolari cure, una spazzolata periodica contribuisce ad eliminare il pelo morto. In estate, come tutti i cani a mascella corta, può avere problemi di respirazione causati dal caldo intenso: bisogna pertanto evitare di tenerlo esposto al sole, o chiuso in macchina, nemmeno per pochi minuti, o di farlo muovere troppo. 
È utile invece bagnarlo, tenerlo all'ombra e di dargli molta acqua da bere. Durante la stagione invernale, invece, come tutti i molossi, ama la neve, ma è meglio esporlo gradualmente alle basse temperature per evitare il rischio di congestionamento. 
Una volta terminata l'avventura sulla neve sarà meglio asciugarlo e riscardarlo un po', per far tornare la sua temperatura corporea al grado ideale. È meglio evitare di fargli salire e scendere le scale fino ai 9 mesi di età, poiché le articolazioni sono ancora deboli e se messe sotto sforzo possono subire deformazioni.

## Dove tenerlo
Per tenere a suo agio è necessaria una casa con giardino. Può vivere anche in appartamento, poiché si mantiene molto pulito, a patto però che gli si conceda più di una passeggiata giornaliera.